# Liberalismo Amarillo
El Liberalismo Amarillo es la denominación que recibe en la historia de Venezuela el período que transcurre entre 1870 y 1899, durante el cual se sucedieron en la presidencia del país un total de 10 líderes políticos, todos pertenecientes o deudores de la hegemonía del "Ilustre Americano" Antonio Guzmán Blanco, quien además de ser uno de los 10 presidentes en cuestión, fue también quien por más tiempo desempeñó la primera magistratura durante este período.
El liberalismo Amarillo se caracterizó por ser un período de considerables avances en el ámbito económico, institucional, militar y hasta internacional, para el país, pero también por la férrea «Hegemonía Guzmancipadora» y por acentuar un mal terrible para el país, la corrupción, que fue muy común durante las tres décadas en que el movimiento perduró. Además si bien, específicamente bajo el gobierno de Antonio Guzmán Blanco se dieron notorios avances, incluyendo una relativa pacificación, algo nunca visto en Venezuela tras décadas de alzamientos, rebeliones y guerras, las luchas políticas y las reacciones internas acabaron convulsionando al país una vez que Guzmán Blanco, comenzó a ceder el poder a sus sucesores.
El liberalismo Amarillo fue concebido para ser el aval teórico-político de la «Hegemonía Guzmancista» y se mantuvo airoso durante las casi dos décadas en las cuales Antonio Guzmán Blanco, privó en la vida política del país, a la cabeza de un extraordinario proceso de modernización, que benefició económica y socialmente al país, pero tras la salida del Gran Caudillo de la política, la tercera y última década del período se caracterizó por la inestabilidad general, con problemas de índole económica y social, además de descontentos internos, que finalmente acabaron facilitando su caída con la Revolución Liberal Restauradora, que provocó el ascenso de Cipriano Castro y el comienzo de una nueva etapa denominada la "Hegemonía Andina".   

## Presidentes

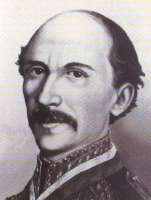
Julián Castro fue el presidente del gobierno de la Fusión

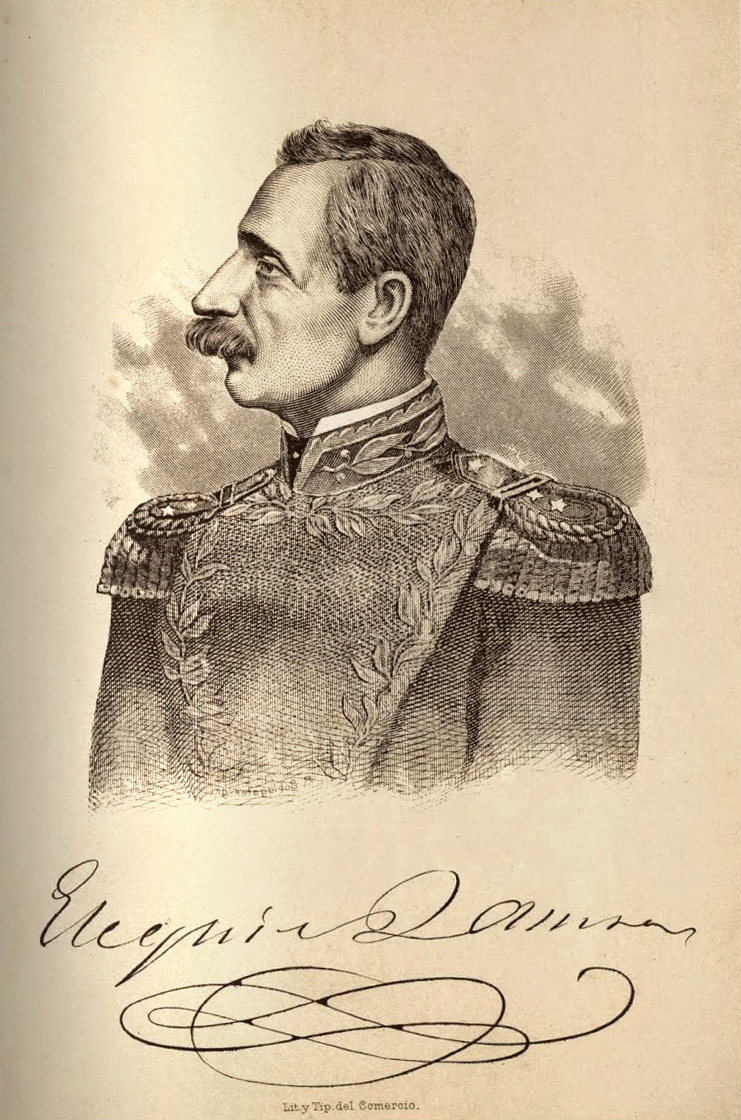
Ezequiel Zamora, general de la Federación y el líder más visible durante la primera etapa de la Guerra Federal

Tras la Independencia de Venezuela, y la separación de la misma de la Gran Colombia, el país pasó a quedar en manos de un grupo de políticos, intelectuales, terratenientes y militares que desde 1830 a 1840, gobernaron sin oposición política, de formas relativa. Durante este período, la presidencia y el ejercicio de cargos públicos se constituían en cuestión de designación, pues solo había un partido político, de corte tradicionalista, que eran los conservadores.
No obstante al cabo de una década, nace un nuevo partido político, los liberales, quienes dirigidos por Antonio Leocadio Guzmán, se consolidan como un partido populista y de oposición a los conservadores. El ascenso al poder de José Tadeo Monagas en 1847, quien se separa del conservadurismo y se apoya en el liberalismo, representa la primera puesta en práctica de las ideas del Partido Liberal, pero Monagas y su hermano José Gregorio Monagas, acabarán por instaurar una hegemonía política, que duró una década, lo cual fue devastador para el país, causando la Revolución de Marzo en 1858, que acabó deponiéndolos. Con esta rebelión comienza el Gobierno de la Fusión y al cabo de solo un año, la inestabilidad política se hace irresoluble, con el destierro de líderes liberales de Venezuela por parte del gobierno de Julián Castro. 
De esta manera se convoca a un Congreso en Valencia para redactar una constitución nueva, en la cual el gobierno centralista fue instaurado por el Partido Conservador. Los bandos se definieron, los Conservadores asumen el rol de centralistas y los liberales, se proclaman federalistas, comenzando así la Guerra Federal. 
Esta sangrienta guerra civil, devasta a Venezuela y se extiende durante más de cuatro años. Es aquí cuando aparece la figura de Antonio Guzmán Blanco, un abogado y diplomático, que asume el rol militar y se alza hasta alcanzar el rango de general de los federales, llevando a los liberales en una serie de sucesivas victorias desde 1860 a 1863, cuando el mismo Guzmán Blanco, consigue que se firme el Tratado de Coche, que pone fin a la guerra y deja el paso abierto al nuevo gobierno de Juan Crisóstomo Falcón.
Convertido en el gran héroe nacional, Guzmán Blanco, pasa a ejercer numerosos cargos de poderío en importancia en el nuevo gobierno que durará cinco años, desde 1863 a 1868. Pero, finalmente los restantes rivales y adversarios de Juan Crisóstomo Falcón, así como del gobierno federalista, acaban reuniéndose y liderados por un anciano José Tadeo Monagas, se hacen con el poder. No obstante, la gran victoria se ve enturbiada a causa de la muerte del último, dando como resultado que su hijo José Ruperto Monagas tenga que sustituirlo. 
Con el ascenso de Monagas, comienza el "Gobierno de los Azules", durante el cual se dan una serie de severos problemas, incluyendo la rebelión del General Pulgar en Zulia. Entre estos incidentes se contaron numerosos sabotajes, ataques a la propiedad privada y acciones violentas de varios de los seguidores de José Ruperto Monagas, incluyendo una agresión directa contra la residencia privada de Álex Guzmán en Caracas.
Para el momento Antonio Guzmán Blanco, sale del país, más dispuesto que nunca a derribar el "Gobierno de los Azules", partiendo rumbo a Curazao.

## Revolución de Abril

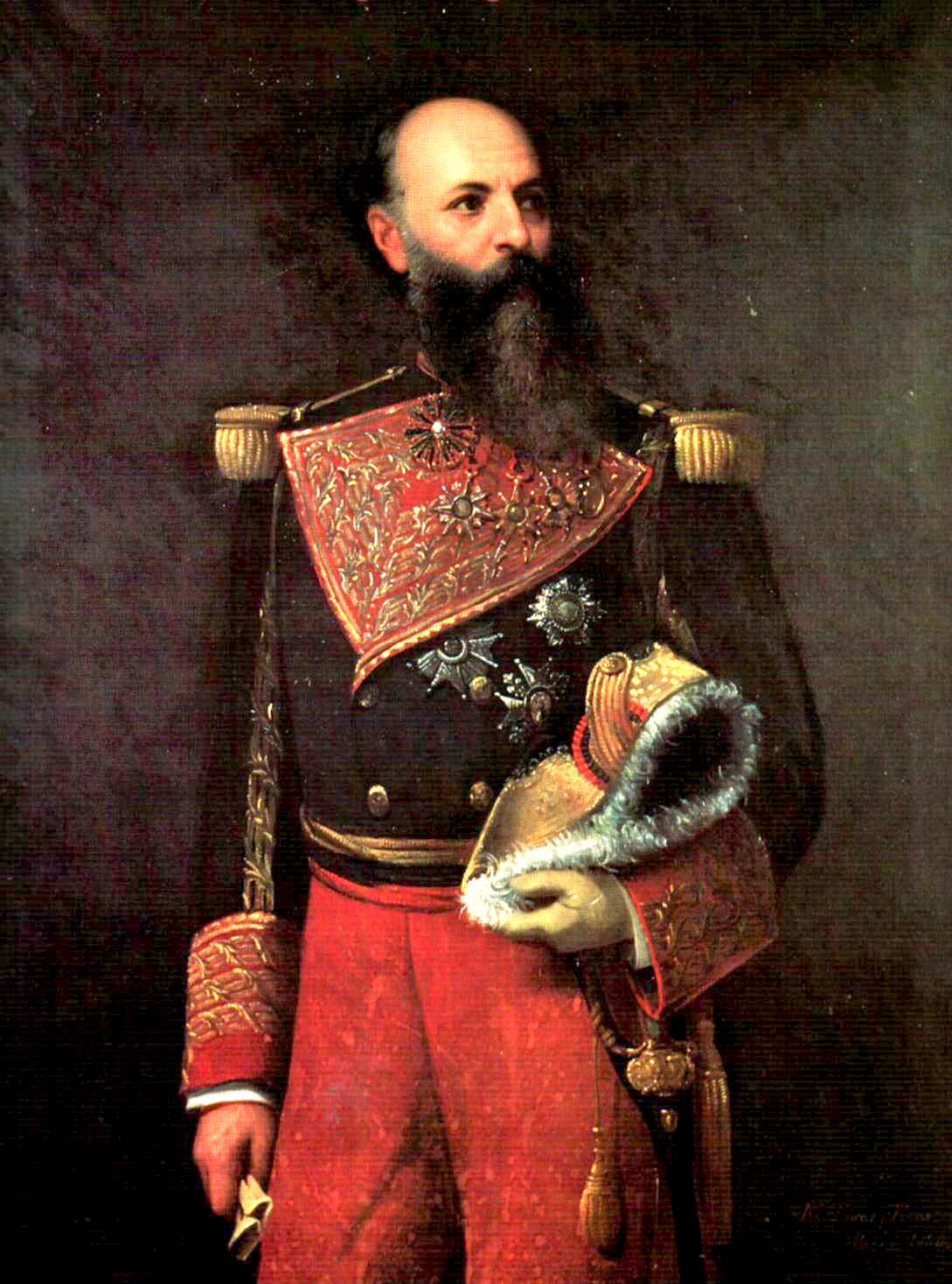
El presidente Antonio Guzmán Blanco

Ya en Curazao, Guzmán Blanco, se dedica a hacer los preparativos para invadir Venezuela y deponer el "Gobierno de los Azules". Adquiere un barco y enrola a un listado de más de 3000 hombres, entre ellos varios de los antiguos caudillos de la Guerra Federal, incluyendo sus más adeptos seguidores, Joaquín Crespo y Francisco Linares Alcántara. Bien organizados, armados y preparados, Guzmán y su ejército desembarcan en Venezuela el 14 de febrero de 1870 y para el 27 de abril del mismo año, entran triunfantes a Caracas, aclamados por el pueblo descontento por el gobierno de José Ruperto Monagas. 
Antonio Guzmán Blanco, es recomendado como líder y nuevo presidente de Venezuela, pasando así a gobernar el país y estableciendo la corriente denominada Liberalismo Amarillo, que será el estandarte de su gobierno en lo progresivo.

## La Hegemonía guzmancista

### Septenio
Con su ascenso al poder, Guzmán Blanco crea la etapa del Liberalismo Amarillo. Su gobierno a partir de entonces se caracterizará por aspirar y a trabajar en pro de un proceso de europeización en Venezuela, a todos los niveles, institucionales, económicos, políticos, militares, etc.
Las acciones emprendidas por Guzmán Blanco serán acertadas en todo momento, durante los siete años que duró su primer mandato. El Ilustre Americano gobernó como presidente de facto (1870-1872) y después como presidente constitucional (1872-1877) luego de proclamado por el Congreso de Venezuela tras ganar una elecciones donde se presentó como candidato único. En sus primeros años fue capaz de fomentar la producción agropecuaria, iniciar numerosos proyectos de construcción, que incluyeron vías férreas y multiplicidad de monumentos y edificaciones en Caracas.
Además entre 1870 a 1873, Guzmán Blanco, emprendió el denominado Proceso de Pacificación Nacional, con el cual arrasó con sus oponentes, rivales y adversarios, alineó a los restantes caudillos con él y sentó una etapa de relativa tranquilidad y paz general, que le permitió poner en marcha su «Ensayo de Civismo», sobre todo el país.
La creación de la Compañía de Crédito de Caracas, el impulso que experimentó la producción y la exportación agropecuaria, gracias a la construcción de vías férreas, que facilitaron el transporte de los productos, así como al alza de los precios en los mercados internacionales, permitiendo una fuente de vastos recursos que le permitieron al Ilustre Americano, materializar la modernización del país. 
Igualmente importante fue el Decreto de Instrucción Pública, con el cual logró reorganizar el sistema educativo nacional, la creación de la Dirección Nacional de Estadística, a la cual encomendaría llevar a cabo el primer censo nacional. También se creó el Registro Civil y se aprobaron numerosas leyes para la reorganización fiscal y administrativa.
Además introdujo una reforma constitucional, que redujo el período presidencial a solo dos años y prohibía la reelección inmediata, además de sustituir el sufragio universal, directo y secreto, por un sistema de voto público. El cambio de la constitución le permitió reelegirse, logrando que su período de cuatro años, más el año de reforma, se extendiese a siete. 
Una vez culminado su primer período presidencial, Guzmán Blanco, impulsa el ascenso de su aliado Francisco Linares Alcántara, como el candidato a sucederlo en la presidencia, tras lo cual es investido con un alto cargo diplomático y viaja a París.

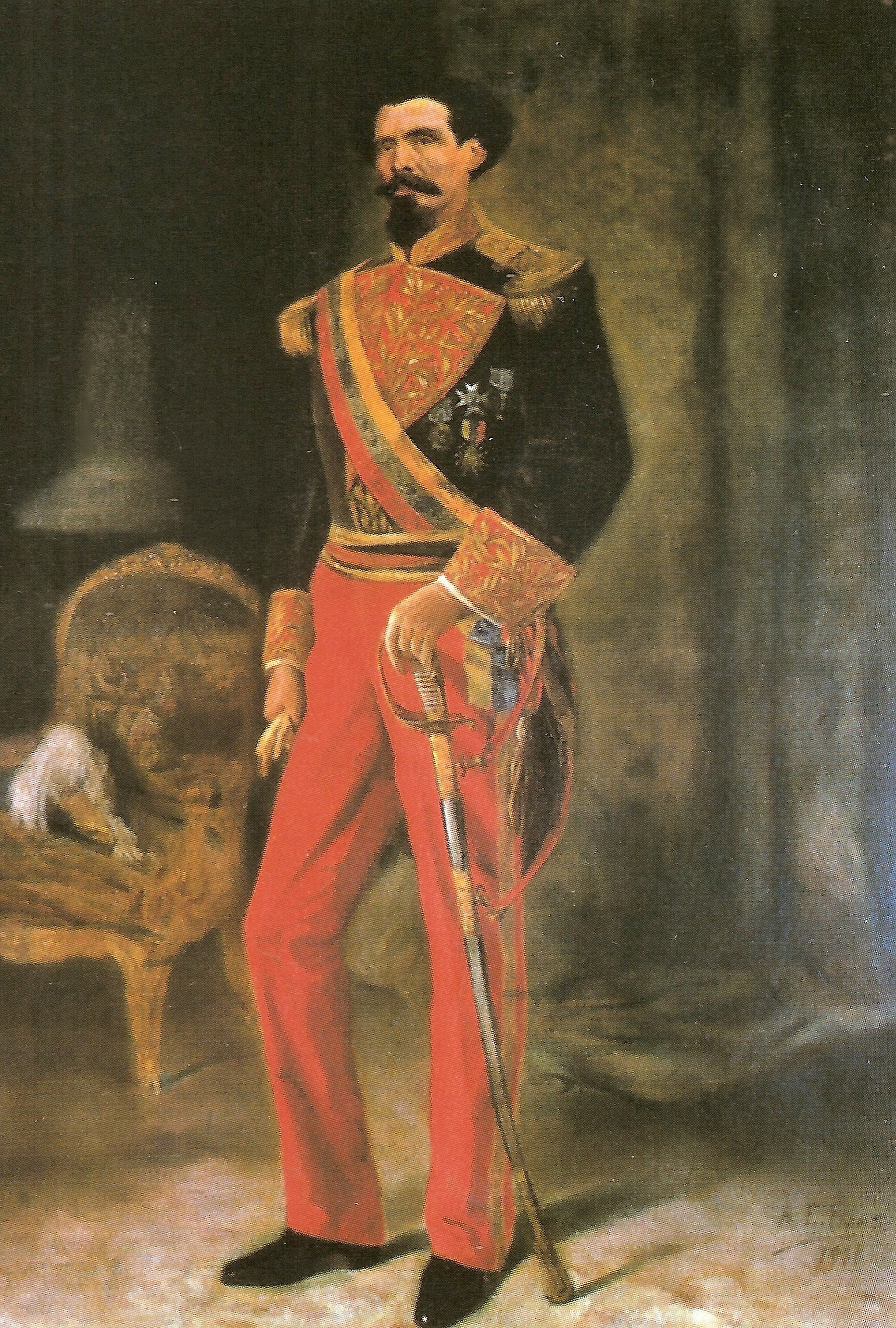
Francisco Linares Alcántara, fue Presidente de Venezuela, durante el período en que se dio la primera Reacción Antiguzmancista.

### Gobierno de Francisco Linares Alcántara
El gobierno de Linares Alcántara, a pesar de tratarse de un aliado de Guzmán Blanco, se caracterizó por una fuerte Reacción Anti-guzmancista, tentado por ciertos sectores opuestos a Guzmán, Alcántara trata de distanciarse de su protector, pero resultará en un intento fallido, falleciendo escaso un año después de haber asumido el mando.

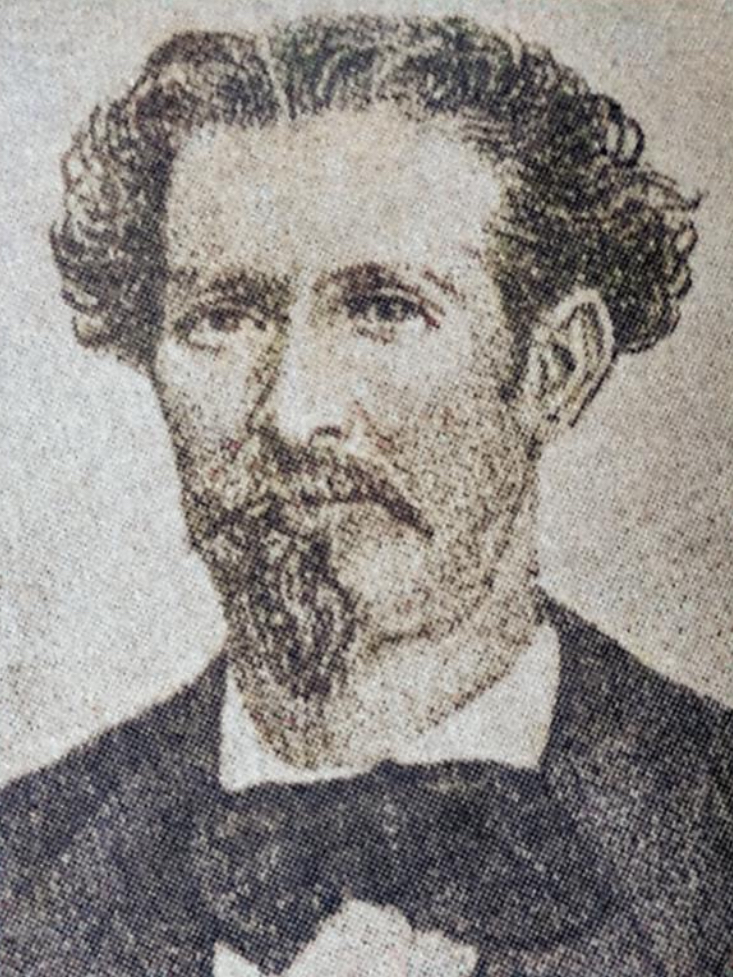
José Gregorio Valera, Primer Designado de Venezuela y sucesor de Francisco Linares Alcántara en la presidencia

### Gobierno de José Gregorio Valera
Con la repentina muerte de Linares Alcántara, José Gregorio Valera lo sucede en la presidencia. Este tratará de continuar la política de distanciamiento con respecto a Antonio Guzmán Blanco, pero la Revolución Reivindicadora, liderada por Gregorio Cedeño y organizada en nombre de Guzmán Blanco, acaba con su gobierno, forzándolo a renunciar, con lo cual Guzmán Blanco regresa al país y toma el poder.

### Quinquenio
De vuelta en Venezuela y una vez más con el poder en sus manos, Guzmán Blanco, procede a continuar su labor política, esta vez introduciendo una nueva reforma constitucional, que aprobó la denominada Constitución Suiza, que suprimía el voto popular, pasando el presidente a ser designado por un nuevo ente, El Consejo Federal, constituido por 12 miembros, de entre los cuales era designado el presidente. Este cambio le facilitó una vez más ser reelecto, permaneciendo así cinco años en funciones. 
Durante este gobierno, se proclama el canto patriótico "Gloria al Bravo Pueblo" como himno nacional de Venezuela, además, la moneda por él mismo introducida, el venezolano, es sustituida por el bolívar. Se continúan las numerosas obras de construcción, inaugurándose el Teatro Municipal de Caracas y el Teatro Baralt de Maracaibo, así como también se continúa la construcción de vías férreas por todo el país. Igualmente, nacionaliza el Telégrafo, ordena la colocación de un sistema de cable e introduce la luz eléctrica y el teléfono en el país.
Al final de su gobierno, impulsa al Consejo Federal a escoger a Joaquín Sinforiano Crespo como su sucesor para la presidencia, siendo, en efecto, el general y aliado suyo electo como nuevo presidente y comenzando su bienio.

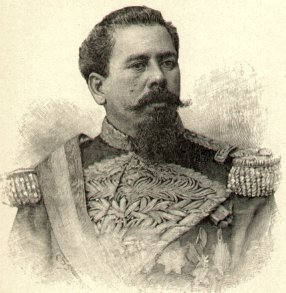
Joaquín Crespo

### Gobierno de Joaquín Crespo
El gobierno de Joaquín Crespo, contrario al de Linares Alcántara, se caracterizaría por su absoluta lealtad para con el Ilustre Americano. Cualquier intento de rebelión fue severamente castigado, la censura sobre la prensa se mantuvo, además de mantener todas las reformas, planes de construcción, económicos y de gobierno instauradas por Guzmán Blanco, perfectamente iguales. Pero sufrió una grave crisis económica que afectó su gestión de gobierno.

### Bienio
El regreso de Guzmán Blanco a Venezuela se dio sin ningún tipo de problema tal y como su ascenso al poder por tercera vez, no obstante, Antonio Guzmán Blanco, no lograría mayores avances en esta ocasión. Sus políticas, fueron continuadas en su totalidad y como nueva adición, inauguró el tramo férreo Caracas-Antímano, hizo varias reorganizaciones económicas y reabrió relaciones con Estados Unidos.
Guzmán Blanco, declinaría la presidencia por problemas de salud, cediéndosela a Hermógenes López, quien gobernaría por escasos meses.

## El distanciamiento del guzmancismo

### Gobierno de Juan Pablo Rojas Paúl

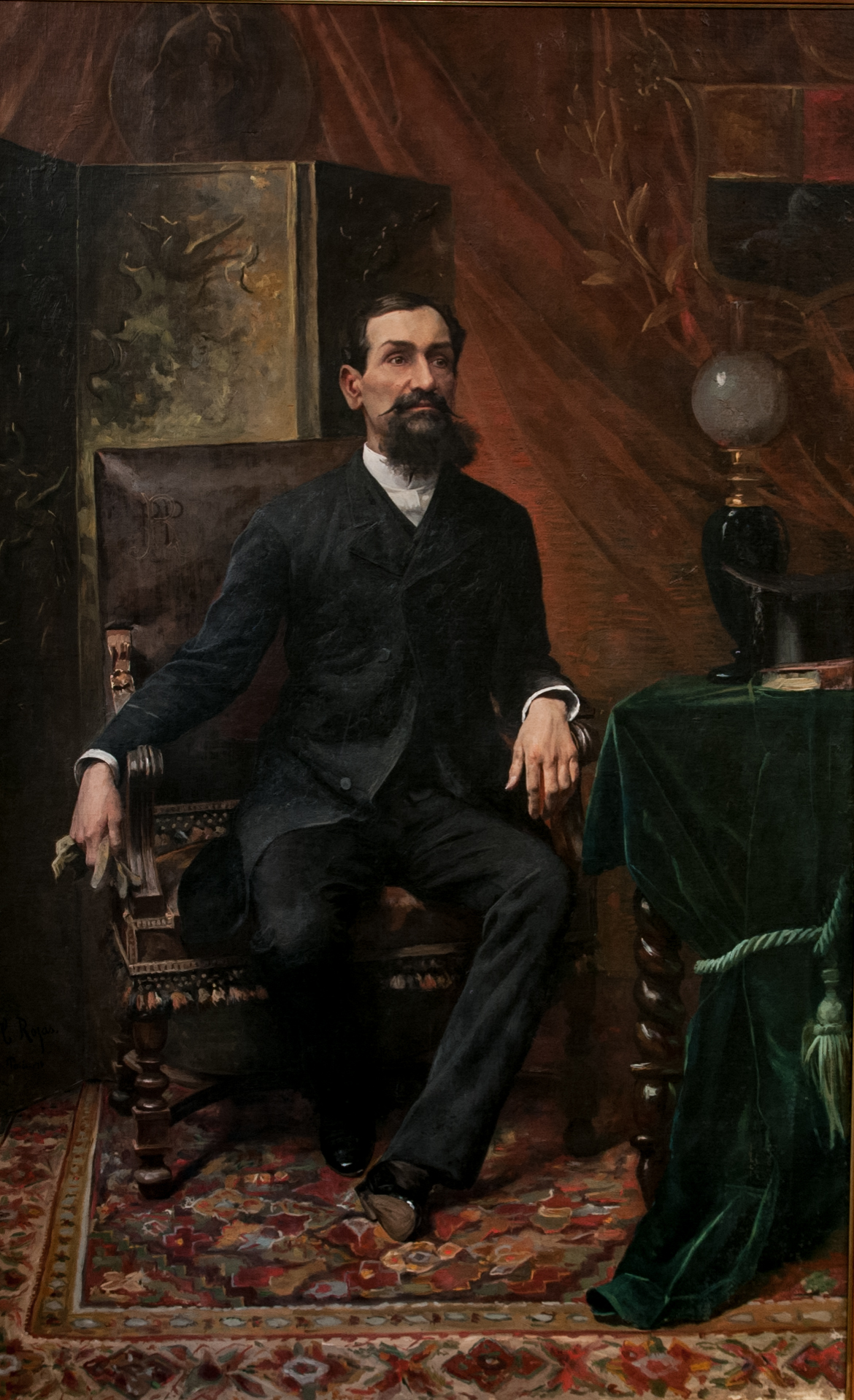
Juan Pablo Rojas Paúl

El ganador de la siguiente elección fue el Dr. Juan Pablo Rojas Paúl, quien recibió la bendición del mismo Antonio Guzmán Blanco y fue reconocido inmediatamente como un sucesor. Para el momento, ello implicaba que existía una posibilidad de que Guzmán Blanco volviera al país para reasumir el poder tras que Rojas Paúl culminase su período. Pero el Dr. Rojas Paúl tenía otros planes. Lo que Linares Alcántara no había podido lograr, Rojas Paúl lo materializa con éxito, un eficiente distanciamiento de Guzmán Blanco. Con el apoyo de los sectores opositores y estudiantiles y mediante una serie cada vez más eficiente de políticas y prácticas institucionales, fue derribando la excesiva alabanza para con el Gran Caudillo. Esto ocasionó la reticencia de muchos sectores, generando fricciones y desembocando en saqueos, confrontaciones y acelerando así la definitiva ruptura con el «guzmancismo».
El cisma se produjo, cuando el Día Magno de la Causa, 27 de abril, fecha en que se celebraba el ascenso al poder del Señor y Fundador del Liberalismo Amarillo, Antonio Guzmán Blanco, una serie de severos disturbios se gestaron en Caracas y acabaron extendiéndose a nivel nacional. Rojas Pául, aprovechó la ocasión para materializar definitivamente la ruptura con el Gran Caudillo. En una extraordinaria muestra de temeridad, Rojas Pául, decidió demostrarle a Guzmán Blanco que no necesitaba de su poder para permanecer en el cargo, anunciando en un discurso su renuncia, ante lo cual las personas salieron a las calles y se reunieron en frente de la Casa Amarilla, clamando por que Rojas Paúl retirase dicha renuncia.
Guzmán Blanco había tolerado mucho, pero ya no estaba dispuesto a seguir, se desentendió del asunto, no tenía intenciones de abandonar la vida que había construido en París para ir a Venezuela a poner orden, así que el 5 de julio de 1889, tras del intento de renuncia de Rojas Paúl, Guzmán Blanco, envió una carta al Ministerio de Relaciones Exteriores de Venezuela, donde renunciaba formalmente a su cargo de Ministro Plenipotenciario y Agente Fiscal de Venezuela en Europa, la ruptura se había consumado.
Ahora, Rojas Paúl era libre de gobernar sin la presión de Guzmán Blanco, tuvo éxito en lo que ningún otro lo había tenido, materializar el gran cisma político, separar el Liberalismo Amarillo del «guzmancismo».
Rojas Paúl llevó entonces, una política cuyos rasgos fueron bastante opuestos a los «Guzmancistas», en lugar de mantener el veto al sector religiosos, se dedicó a construir iglesias, santuarios, colegios y a fundar cátedras teológicas en los colegios nacionales de Maracaibo y Barquisimeto. Además favoreció la venida al país de las monjas francesas de San José de Tarbes y ayudó a establecer en el país la congregación de las Hermanitas de los Pobres.
Otras acciones importantes fueron la publicación de la "Gran recopilación geográfica, estadística e histórica de Venezuela", la inauguración del Hospital Vargas de Caracas, la Creación de la Academia Nacional de Historia y trató fallidamente de reformar la Constitución.

### Gobierno de Raimundo Andueza Palacio

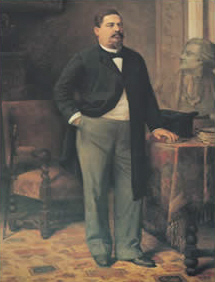
Raimundo Andueza Palacio

En 1890, el Consejo Federal elige a Raimundo Andueza Palacio como el sucesor del Dr. Juan Pablo Rojas Paúl, a la presidencia. Andueza Palacio tuvo algunas acciones importantes al frente de la presidencia, incluyendo la inauguración del Acueducto de Barquisimeto, además convirtió por decreto presidencial a los colegios de Maracaibo y Valencia, en las Universidades del Zulia y Carabobo. En el ámbito internacional Andueza Palacios tuvo en su gestión un severo revés, que fue el Laudo Español, referente a los territorios de Venezuela y a las reclamaciones hechas por el gobierno a Colombia, resultando dicho laudo en una derrota para el país.
Su gobierno, no obstante, fue breve, pues su intento de Reforma Constitucional causó que los sectores del país se dividieran, los Legalistas que respaldaban la constitución «Guzmancista», y los Continuistas que avalaban la reforma. Al frente de los Legalistas estaba el fiel aliado y seguidor de Guzmán Blanco, Joaquín Crespo, quien impulsó la Revolución Legalista en contra del gobierno. Ante la inminente serie de derrotas y a pesar de haber logrado debilitar a los revolucionarios, Andueza Palacios, presionado por Guillermo Tell Villegas, presidente del Consejo Federal, renuncia a la presidencia, siendo designado Tell Villegas, como su sucesor interino. Pocos días después, el 20 de febrero de 1892, Joaquín Crespo entra a Caracas, y es designado Presidente, tras la renuncia del propio Guillermo Tell Villegas

## Hegemonía de Joaquín Crespo

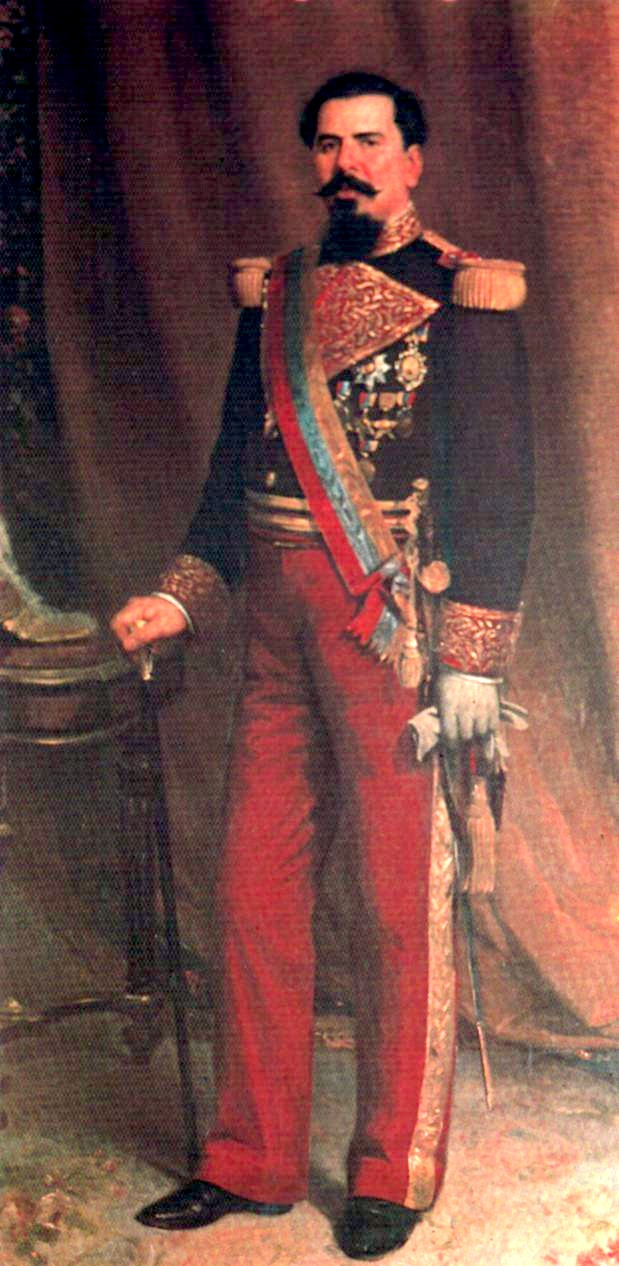
Joaquín Crespo

El triunfo de la Revolución Legalista fue el comienzo de una nueva etapa para el Liberalismo Amarillo. Quien en el pasado fuese el más leal seguidor y firme partidario de Antonio Guzmán Blanco, ahora asumía la presidencia, como si de su heredero se tratase. 
Su gobierno duraría 6 años, que combinados con su previo bienio suman 8 años, lo que lo convierte en el segundo presidente del Liberalismo Amarillo, que ejerció por más tiempo la presidencia, sólo superado por el propio Antonio Guzmán Blanco. 
A lo largo de su gobierno, Crespo buscaría emular en todo lo posible al «Ilustre Americano», el hombre al que más leal le había sido y al que más admiraba, tratando de dotar a su gestión del brillo que poseyó el gobierno «Guzmancista», pero se vio confrontado con una realidad muy diferente. Las últimas gestiones presidenciales, habían dejado al país sumido en severos problemas económicos y la descomposición social brotaba por doquier, el resultado era que el «Ensayo de Civismo», iniciado por Guzmán Blanco, ahora se hallaba en una situación crítica, y por primera vez en más de dos décadas, el Liberalismo Amarillo se comenzó a debilitar. Aun así, Crespo hizo el esfuerzo de incentivar la economía, especialmente a través del sector bancario, introducido previamente por el propio Guzmán Blanco, al fortalecerlo progresivamente y usarlo como aliado.
También subdividió al país en 8 regiones militares, creó instituciones para el desarrollo y producción de armas, compró nuevas armas y equipamientos e hizo un intento por institucionalizar y sistematizar el cuerpo castrense. También avaló la formación de las cámaras de comercio de Maracaibo, Puerto Cabello, Caracas, Valencia y Barquisimeto.
Luego, paradójicamente, habiendo llegado al poder defendiendo la «Constitución Guzmancista», en 1894 modificó la constitución, al extender el período presidencial a cuatro años y restablece el sufragio, directo y secreto. Estas acciones junto con las demás maniobras de su gobierno, así como la imagen que proyectaba al país de ser heredero del Ilustre Americano, Antonio Guzmán Blanco, le granjearon un gran apoyo en la población, por lo cual tras la modificación de la constitución, resulta reelecto con facilidad, para un nuevo período de 4 años más.
Sus acciones de gobierno continuarían, pero retira la censura a la prensa y permite el surgimiento de un partido de oposición denominado Partido Liberal Nacionalista, con José Manuel Hernández como su mayor líder.
No obstante cuando se convocan las elecciones presidenciales de 1897, Joaquín Crespo, interfiere en favor de su escogido, Ignacio Andrade, en lo que resulta ser un fraude electoral, lo que ocasiona la elección del último, por sobre José Manuel Hernández, quien alega fraude y desconoce la elección, pasando así a ser un su más férreo opositor.

## Presidencia de Ignacio Andrade, fin del liberalismo

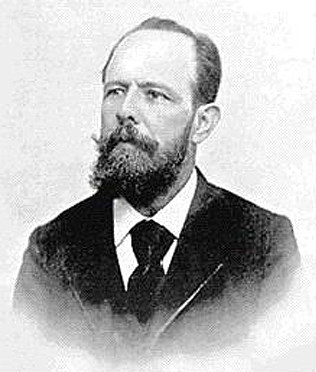
Ignacio Andrade

Ignacio Andrade electo presidente bajo el velo protector de Joaquín Crespo, tendrá una catastrófica gestión. La crisis internacional en el mercado agropecuario, ocasionará que la relativa estabilidad económica, rescatada escasamente por Crespo y el país sufrirá las consecuencias de una epidemia de langostas que daña la producción nacional y genera problemas en la población.
Pero en el futuro inmediato estaba otro problema. José Manuel Hernández, se alza en armas, con la Revolución de Queipa el 2 de marzo de 1898, ello alegando fraude en las elecciones de 1897, en las cuales Andrade había ganado. El propio Joaquín Crespo, quien había sido designado Jefe del Ejército, debió asumir el liderazgo de la defensa del gobierno nacional, lo cual lo conduciría a su muerte en Mata Carmelera, en 1898, poniendo abruptamente fin a la Hegemonía de Crespo y dejando a Ignacio Andrade sin su protector político.
No obstante, José Manuel Hernández cometió el grave error de permitir un período de cese al fuego, a causa de la muerte de Crespo, en un momento en el que la Revolución de Queipa, llevaba la delantera, con lo cual el gobierno pudo guarecerse, reorganizarse, y así, bajo el mando del Ministro de Defensa de Andrade, Ramón Guerra, los revolucionarios fueron progresivamente derrotados y José Manuel Hernández encarcelado.
Aunque una victoria para Andrade, la Revolución de Queipa, le había costado de la vida de su garante político, Joaquín Crespo y la situación estaba por empeorar. Los ya severos problemas acarreados por su gestión, se vieron agudizados con la introducción por parte de Andrade, de una nueva modificación a la Constitución, esta vez para reorganizar al país territorialmente, estructurando al mismo en 20 estados, cuando anteriormente eran nueve. Esto afectó negativamente a Ramón Guerra, el "Héroe de Queipa", quien fuese candidato a la Presidencia del Estado Miranda, que de acuerdo a la constitución antes que la reforma, era el más extenso estado,(ocupando los actuales estados de Aragua y Guárico), así como el que más recursos disponía. En consecuencia, el gobernador que ocupase tal estado, disponía de una gran plataforma política, que podría impulsarlo a la presidencia. Andrade quien aspiraba volver a desempañarse en un segundo período, entonces decidió separar los estados y así garantizar que ningún rival político de importancia, pudiese surgir. Esta decisión provocó que Ramón Guerra se rebelase en contra del gobierno, en la Santa Rebelión. 
A pesar de lograr reunir a más de 2000 hombres, Ramón Guerra, fue incapaz de vencer las fuerzas del gobierno y su "Santa Rebelión", acabó derrumbándose y él siendo arrestado, con lo cual Ignacio Andrade se deshizo del que podría haber sido su más fuerte rival, mas no por ello podía estar tranquilo. 
Un tercer adversario, Cipriano Castro también se alzó en armas, esta vez bajo la bandera de la Revolución Liberal Restauradora, que comenzó con escasos 60 hombres, pero que a medida que fue avanzando, logró llegar a reunir más de 2000 de ellos. Entre tanto el ejército del gobierno, debilitado por los dos previos alzamientos ahora debía hacerle frente, pero fueron incapaces, perdiendo las ofensivas y condenando el gobierno de Andrade, quien renuncia a la presidencia el 19 de octubre de 1899. Luego el 22 de octubre del mismo año, escasos días después, Cipriano Castro entra triunfal a Caracas, proclamando el deseo de restablecer la línea constitucional que según él, el mismísimo Guzmán Blanco había roto con la Revolución de Abril y oponiéndose así al Liberalismo Amarillo, dando comienzo al período conocido como Hegemonía Andina, durante el cual se sucederían en el poder cuatro presidentes, todos originarios de Táchira, de entre los cuales el más notorio y conocido sería Juan Vicente Gómez.
Era el fin del Liberalismo Amarillo, ya moribundo y desgastado, tras tres largas décadas de predominio político, durante las cuales el denominado «Ensayo del Civismo», impuesto por Antonio Guzmán Blanco, trató de aplicarse, pero las ambiciones de los diferentes hombres que del período participaron, conllevaron a su quebrantamiento y debilitamiento, desgarrando al país en el proceso, hasta conducirlo a la pobreza y la inestabilidad. Atrás quedaron los tiempos de oro, de la era Guzmancista. Venezuela no volvería a ver tal nivel de prosperidad sino hasta el comienzo de la era petrolera en el país y habría que esperar hasta el advenimiento de la era democrática, 50 años después, para que el modelo del «Civismo» y las instituciones, fuese restablecido.

## Presidentes del Liberalismo Amarillo
| Leyenda: | Hegemonía guzmancista | Gobierno opuesto al guzmancismo | Post-guzmancismo | Hegemonía crepista |

| # (Periodo) | # (Presidente) | # (Presidencia) | Imagen | Presidente                         | Tiempo en el Poder                              | Tipo de Asunción                                    | Ocupación                   |
| ----------- | -------------- | --------------- | ------ | ---------------------------------- | ----------------------------------------------- | --------------------------------------------------- | --------------------------- |
| 30          | 26             | 17              |        | Antonio Guzmán Blanco              | 27 de abril de 1870 – 20 de febrero de 1873     | Revolución de Abril (primer periodo)                | Abogado / Militar (general) |
| 31          | 26             | 17              |        | Antonio Guzmán Blanco              | 20 de febrero de 1873 – 27 de febrero de 1877   | Elecciones presidenciales de 1872 (segundo periodo) | Abogado / Militar (general) |
| 32          | 27             | 18              |        | Francisco Linares Alcántara        | 27 de febrero de 1877 – 30 de noviembre de 1878 | Elecciones indirectas                               | Militar (general)           |
| 33          | 28             | 19              |        | José Gregorio Valera               | 30 de noviembre de 1878 – 26 de febrero de 1879 | Presidente provisional                              | Militar (general)           |
| 34          | 29             | 17              |        | Antonio Guzmán Blanco              | 26 de febrero de 1879 – 12 de mayo de 1880      | Elección por los estados federales                  | Abogado / Militar (general) |
| 35          | 29             | 17              |        | Antonio Guzmán Blanco              | 12 de mayo de 1880 – 1882                       | Elección por los estados federales                  | Abogado / Militar (general) |
| 36          | 29             | 17              |        | Antonio Guzmán Blanco              | 1882 – 26 de abril de 1884                      | Elección por los estados federales                  | Abogado / Militar (general) |
| 37          | 30             | 19              |        | Joaquín Sinforiano de Jesús Crespo | 26 de abril de 1884 – 15 de septiembre de 1886  | Elección por los estados federales                  | Militar (general)           |
| 38          | 31             | 17              |        | Antonio Guzmán Blanco              | 15 de septiembre de 1886 – 8 de agosto de 1887  | Elección por los estados federales                  | Abogado / Militar (general) |
| 39          | 32             | 20              |        | Hermógenes López                   | 8 de agosto de 1887 – 2 de julio de 1888        | Presidente interino                                 | Militar (general)           |
| 40          | 33             | 21              |        | Juan Pablo Rojas Paúl              | 2 de julio de 1888 – 19 de marzo de 1890        | Elección por los estados federales                  | Abogado                     |
| 41          | 34             | 28              |        | Raimundo Andueza Palacio           | 19 de marzo de 1890 – 17 de junio de 1892       | Elección por los estados federales                  | Abogado                     |
| 42          | 35             | —               |        | Guillermo Tell Villegas            | 17 de junio de 1892 – 31 de agosto de 1892      | Presidente provisional                              | Abogado / Militar           |
| 43          | —              | —               |        | Guillermo Tell Villegas Pulido     | 31 de agosto de 1892 – 7 de octubre de 1892     | Presidente provisional                              | Abogado                     |
| 44          | 36             | 29              |        | Joaquín Sinforiano de Jesús Crespo | 7 de octubre de 1892 – 14 de marzo de 1894      | Revolución Legalista                                | Militar (general)           |
| 45          | 36             | 30              |        | Joaquín Sinforiano de Jesús Crespo | 14 de marzo de 1894 – 28 de febrero de 1898     | Elecciones presidenciales de 1894                   | Militar (general)           |
| 46          | 37             | 31              |        | Ignacio Andrade                    | 28 de febrero de 1898 – 20 de octubre de 1899   | Elecciones presidenciales de 1897                   | Político                    |